# بول روبرتس
بول روبرتس (بالإنجليزية: Paul Roberts)‏ (19 ديسمبر 1973 كانبرا أستراليا - ) هو لاعب كرة قدم أسترالي، يلعب كلاعب وسط، لعب 45 مباراة وسجل هدف.

## مسيرته

### مسيرته مع الأندية
- 1998 - 2000 لعب مع كانبرا كوزموز [الإنجليزية]‏ 37 مباراة سجل خلالها هدف.
- 2000 - 2001 لعب مع نادي برث غلوري 8 مباريات.